# Моисеев, Николай Иванович
Никола́й Ива́нович Моисе́ев (1924, дер. Кятицы, Ленинградская губерния — ?) — сержант Рабоче-крестьянской Красной Армии, участник Великой Отечественной войны, полный кавалер ордена Славы, лишён всех званий и наград в связи с осуждением.

## Биография
Николай Моисеев родился в 1924 году в деревне Кятицы (ныне — Гдовский район Псковской области). Окончил семь классов школы. До призыва в армию проживал и работал в Коканде. В январе 1943 года Моисеев был призван на службу в Рабоче-крестьянскую Красную Армию. С августа того же года — на фронтах Великой Отечественной войны, был разведчиком-наблюдателем взвода управления 264-го отдельного миномётного полка 4-го гвардейского танкового корпуса 2-го Белорусского фронта.
В первый раз отличился во время освобождения Житомирской области Украинской ССР. 1 января 1944 года во время боя у села Высокая Печь он провёл разведку вражеской огневой системы, благодаря чему артиллерийская батарея смогла уничтожить 4 пулемётных точки и 2 противотанковых орудия. 25 января 1944 года Моисеев был награждён орденом Славы 3-й степени.
Во второй раз отличился во время освобождения Польши. 16 июля 1944 года в бою под городом Константин-Езёрна он корректировал огонь артиллерийской батареи, благодаря чему было уничтожено 4 пулемётных точки и 2 наблюдательных пункта противника. 22 июля 1944 года в бою под городом Злочев он лично уничтожил несколько вражеских солдат, ещё пятерых взял в плен. 18 сентября 1944 года Моисеев был награждён орденом Славы 2-й степени.
В третий раз отличился во время Берлинской операции. 18 апреля 1945 года Моисеев в числе первых переправился через Шпрее и принял активное участие в боях за захват и удержание плацдарма на её западном берегу, лично уничтожив более 15 вражеских солдат и офицеров.
Указом Президиума Верховного Совета СССР от 29 июня 1945 года сержант Николай Моисеев был награждён орденом Славы 1-й степени.
После окончания войны продолжил службу в Советской Армии, в гарнизоне города Ульяновска. В 1947 году был арестован по обвинению в хищении ротного имущества и продаже его на рынке. Военный трибунал Ульяновского гарнизона в январе 1948 года приговорил его к 12 годам исправительно-трудовых лагерей.
Указом Президиума Верховного Совета СССР от 4 ноября 1949 года Николай Моисеев был лишён всех званий и наград.
Дальнейшая судьба не установлена.